# Distribuzione monoalbero

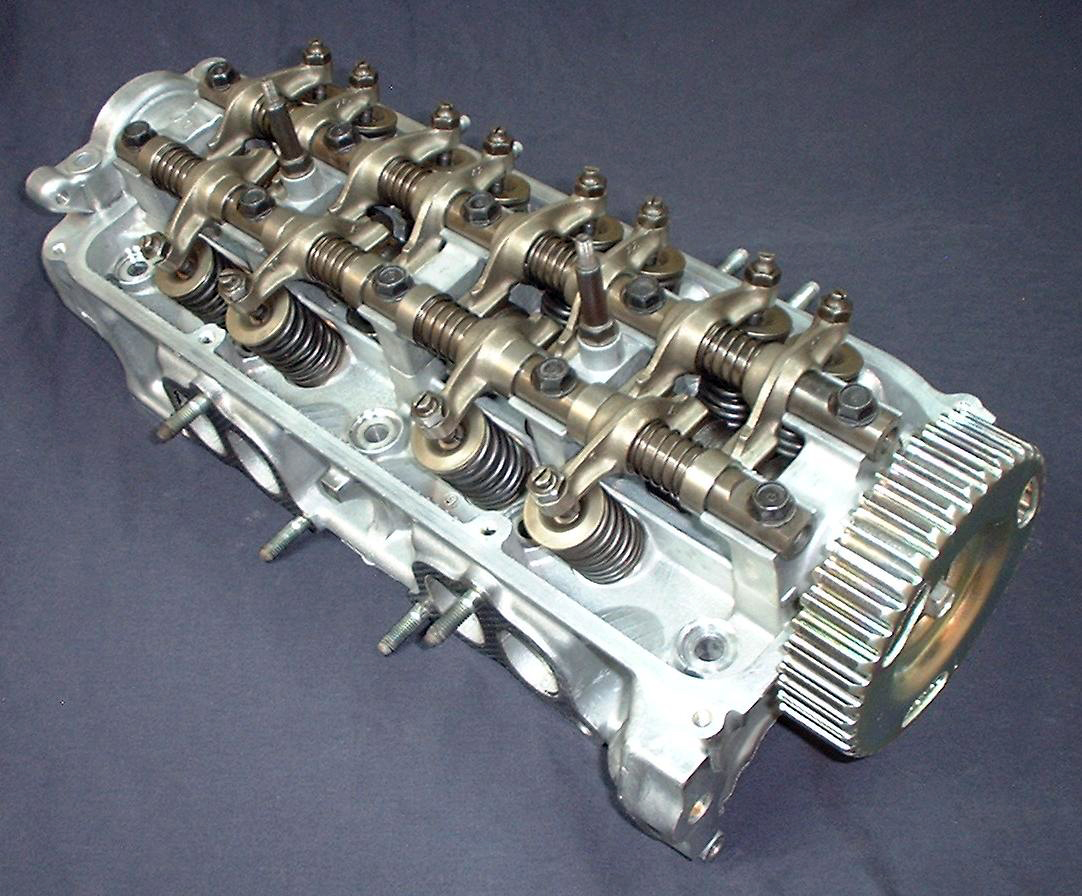
Testata SOHC a 3 valvole per cilindro di una Honda CRX Si del 1987

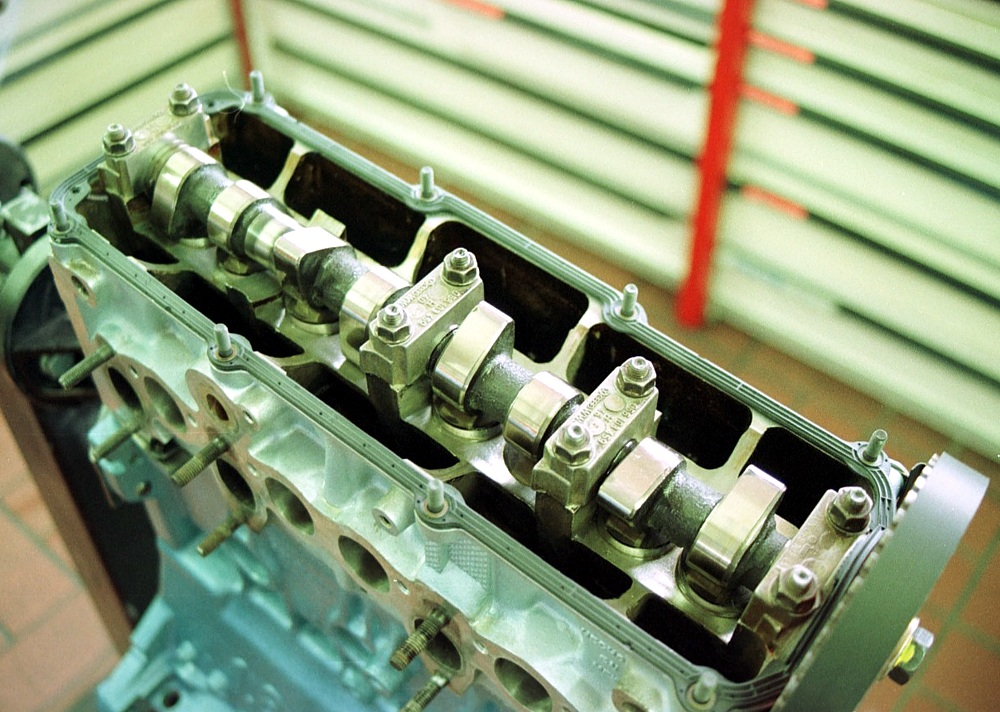
Monoalbero di un motore Volkswagen

La distribuzione monoalbero, nota in inglese con la sigla SOHC (Single Over Head Camshaft), designa la distribuzione, nei motori a quattro tempi, formata da un solo albero a camme sopra la camera di combustione, ovvero sulla cosiddetta "testa". Se gli alberi a camme sono due, la distribuzione viene definita a doppio albero a camme in testa.

## Descrizione e tipologia

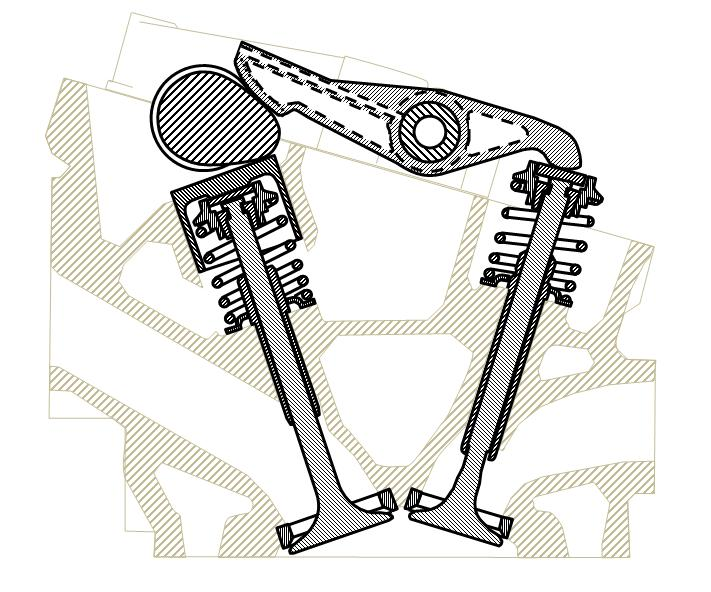
SOHC di tipo misto

Questo sistema di distribuzione è caratterizzato da un solo albero a camme, che può essere:
- ad azione diretta caratterizzato dall'uso di due camme e di due sole valvole per cilindro
- Tramite bilancieri, caratterizzato dalla presenza di altri due alberi di supporto per la rotazione dei bilancieri, che vanno ad azionare le valvole
- Misto o Unicam dove l'albero a camme è posto in modo decentrato, per poter azionare direttamente le valvole poste a un lato del cilindro (le valvole più grandi e pesanti, generalmente quelle d'aspirazione), mentre per le valvole poste al lato opposto si usano dei bilancieri.

## Il suo utilizzo
Questa distribuzione quasi sempre utilizza i bilancieri per aprire le valvole, infatti raramente le camme agiscono direttamente sulle valvole, quest'ultima soluzione in passato era la più usata per motori motociclistici e automobilistici di modeste prestazioni a 2 valvole per cilindro, attualmente questa distribuzione viene largamente usata con i bilancieri, come ad esempio nel sistema Desmo della Ducati, sia nella configurazione a 2, 3 e 4 valvole cilindro.

## Vantaggi
Esistono varie motivazioni per cui viene utilizzato ancora questo sistema:
- Rispetto al Bialbero, ha un minor peso e un minor volume della struttura
- Ha una minor necessità del tendicatena o tendicinghia, nel primo caso (distribuzione a catena) si può addirittura omettere.

## Svantaggi
- Difficile da sviluppare, soprattutto per motori a 4 valvole per cilindro.
- Punteria più complessa rispetto al sistema DOHC.
- Limitato accesso alla candela.